# Palabra de mujer
Palabra de mujer est une telenovela mexicaine diffusée en 2007-2008 par Televisa et produite par José Alberto Castro. Il s'agit d'une nouvelle version de la telenovela argentine El amor tiene cara de mujer en 1964 et 1970.

## Distribution
- Edith González - Vanesa Noriega de Medina / de Castellanos
- Yadhira Carrillo - Fernanda Ortiz de Gil
- Ludwika Paleta - Paulina Álvarez y Junco
- Lidia Ávila - Matilde Solano de Landeta
- Juan Soler - Martín Castellanos
- Cynthia Klitbo - Delia Ibarra Vda. de Landeta (Villain)
- Víctor Noriega - Emmanuel San Román
- Lisardo - Hernán Gil
- Agustín Arana - Julián Medina
- Margarita Isabel - Consuelo Vda. de Ibarra
- Alejandro de la Madrid - Adrián Vallejo Navarro
- Rafael Puente Jr. - Roberto "Betito" Landeta Ibarra
- Irma Lozano - Carlota Álvarez y Junco
- Salvador Sánchez - Don Guadalupe "Lupe" Solano
- Miguel Loyo - Ismael Solano
- Otto Sirgo - Mariano Álvarez y Junco
- Dalilah Polanco - Irma López
- Yula Pozo - Doña Rosa de Solano
- Amairani - Sonia de San Román
- Jessica Coch - María Inés Castrejón
- Alejandro Nones - Octavio Longoria
- Úrsula Montserrat - Silvia Longoria
- Jacqueline Voltaire - Flora Navarro de Álvarez y Junco
- Natalia Téllez - Beatriz "Bety" Ortiz
- Claudia Godínez - Gina San Román
- Kendra Santacruz - Clara Medina Noriega
- Alberich Bormann - Emiliano Medina Noriega
- Osvaldo de León - Ariel Castellanos
- Daniel Berlanga - Jorge "Danny" Medina Noriega
- Opi Dominguez - Liliana "Lily"
- Carolina Jaramillo - Tamara Fuentes
- Roberto Ballesteros - Genaro Arreola
- Jessica Más - Mireya Aranda
- Roxana Rojo de la Vega - Erika Valtierra
- Eugenio Cobo - Armando Longoria
- Julio Bracho - Germán Mondragón
- Antonio de la Vega - Saúl
- Dolores Salomón "Bodokito" - Benita
- Montserrat Oliver - Monserrat
- Ricardo Vera
- Cecilia Romo
- Alea Yólotl

## Autres versions
- El amor tiene cara de mujer (1974) est une telenovela argentine de 1974.